# 10시! 임성훈입니다
10시! 임성훈입니다는 1996년 3월 4일부터 1998년 10월 23일까지 방송되었던 교양 · 예능 · 토크쇼 프로그램이다.

## 역사
1996년 3월 개편에서 MBC는 오전 프로그램의 방송 시간을 2시간으로 확대하였다. 이에 따라 오전 10시부터 새로운 프로그램인 《10시! 임성훈입니다》를 신설하였다. 이 프로그램은 MBC가 오전 시간대 편성을 강화하고 기존 프로그램들을 재배치하는 과정에서 마련된 성과였다.
1998년 IMF 사태의 여파로 MBC는 경영 합리화 차원에서 오전 8시대의 아침 프로그램들을 폐지하였다. 이로 인하여 오전 방송 편성이 축소되었으며, 기존 10시대에 방영되던 프로그램들이 상대적으로 늦은 시간에 시작하게 되었다. 이러한 편성 조정은 당시 방송사 전반에서 이루어진 긴축 운영의 일환이었으며, 시청자들에게는 오전 프로그램 시간대가 후퇴한 것으로 인식되었다.

## 진행자
- 메인 진행자:임성훈

- 보조 진행자:양미경, 이윤철, 이정길, 전원주, 한용삼